# August Knobel

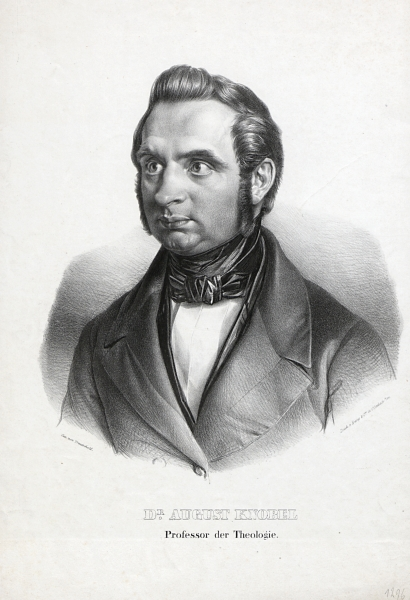
August Knobel, Litografi, c. 1850

August Wilhelm Knobel, född den 7 februari 1807 i Tzschecheln, död den 25 maj 1863 i Giessen, var en tysk protestantisk teolog.
Knobel blev 1835 extra ordinarie professor i Breslau och 1838 ordinarie professor i Giessen. Knobel var en av de lärdaste exegeterna på sin tid inom Gamla testamentets område. Av hans arbeten kan nämnas kommentarerna till Predikaren (1836), Jesaja (1843; 3:e upplagan 1861), Första Mosebok (1853; 3:e upplagan 1875), Andra och Tredje Mosebok (1858; 2:a upplagan 1880), Fjärde och Femte Mosebok samt Josua bok (1861) liksom Die Völkertafel der Genesis (1850).